# Bahnhof Chambrey
Der Bahnhof Chambrey war der Bahnhof der gleichnamigen Gemeinde in Lothringen und war bis 1918 deutscher Grenzbahnhof an der Bahnstrecke Champigneulles–Sarralbe. Er liegt etwa einen halben Kilometer südlich des Ortes.

## Geschichte
Die ursprünglich französische Konzession für die Strecke zwischen Champigneulles und Château-Salins hielt zunächst seit 1868 die Société belge de chemins de fer. Sie ging später an die Lothringische Eisenbahn-AG über. Als nach dem Deutsch-Französischen Krieg aufgrund des Friedensvertrags von Frankfurt alle Strecken der französischen Ostbahn, die nun auf deutschem Gebiet lagen, zu Gunsten des Deutschen Reichs verstaatlicht wurden, war die Bahnstrecke Champigneulles–Sarralbe wegen der abweichenden Eigentumslage nicht betroffen und bestand als Privatbahn weiter. Allerdings querte die Trasse nun die neue deutsch-französische Grenze, die unmittelbar westlich von Chambrey verlief.
Als die Strecke 1873 in Betrieb ging, wurde der Bahnhof Chambrey der deutsche Grenzbahnhof und erhielt aus diesem Grund auch ein neues Empfangsgebäude. Das gegenüberliegende Pendant auf französischer Seite war der Bahnhof Moncel. 1881 kauften die Reichseisenbahnen in Elsaß-Lothringen den etwa 12 km langen Streckenabschnitt von der Grenze bis Château-Salins und damit auch den Bahnhof Chambrey.

## Empfangsgebäude

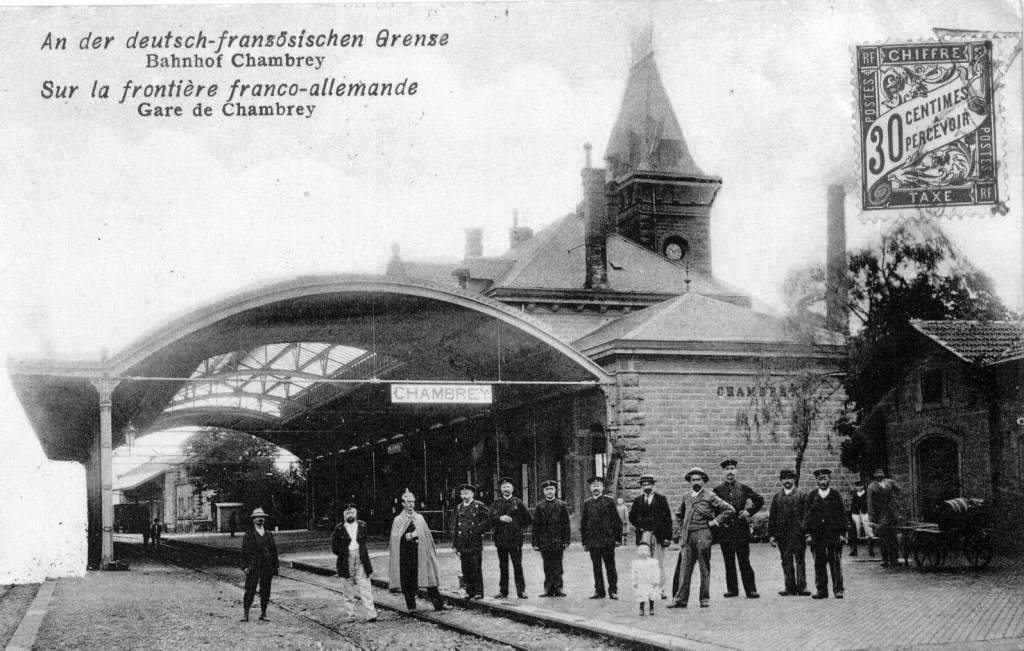
Gleisseite mit Bahnsteighalle

Das Empfangsgebäude von 1873 war ein Typenbahnhof, wenn auch als Grenzbahnhof viel größer angelegt, als es der Bedeutung der Gemeinde entsprach. Hier war auch der Zoll unterzubringen und zusätzliches Bahnpersonal. Zudem wurde es als „Eintrittstor“ von Frankreich ins Deutsche Reich besonders repräsentativ gestaltet, war zehnachsig, erhielt eine Bahnsteighalle und einen Uhrturm mit Bossenwerk an den Ecken. Der Uhrturm bildete zugleich die Blickachse für die aus dem Ort auf den Bahnhof zulaufende Straße. Das Gebäude wurde im Ersten Weltkrieg schwer beschädigt, aber in den 1920er Jahren vereinfacht wieder aufgebaut.

## Verkehr
Für den Güterverkehr bedeutend war die Produktion der örtlichen Saline, die 1881 eröffnete und 10.000 t Steinsalz im Jahr produzierte.
Die Strecke zwischen Champigneulles und Château-Salins ist schon seit Jahrzehnten stillgelegt. Das Empfangsgebäude des Bahnhofs Chambrey kaufte 1986 die Gemeinde und nutzt es unter der Bezeichnung „Gare Impériale de Chambrey“ als Dorfgemeinschaftshaus.